# Ecce homo (atribuido al Bosco, Filadelfia)
Ecce homo es un cuadro antiguamente atribuido al pintor flamenco el Bosco, ejecutado al óleo sobre tabla y que mide 52 centímetros de alto por 54 cm de ancho. Se conserva en el Museo de Arte de Filadelfia (Estados Unidos).
No debe confundirse con otro eccehomo del Bosco, que se conserva en el Instituto Städel de Fráncfort del Meno.
Esta obra fue considerada por la crítica obra de juventud del Bosco. Autores como Larsen hablaban de los años 1475-1480, mientras que Cinotti la consideraba ya del siglo XVI. No obstante, el análisis dendrocronológico indica sin ningún género de duda que no es obra autógrafa del pintor, pues la madera empleada no tiene una antigüedad mayor de 1557/1563, cuarenta años después de la muerte del Bosco. No se debe olvidar que hacia estas mismas fechas Felipe de Guevara en sus Comentarios de la pintura hablaba ya de la abundancia de falsificaciones ejecutadas por imitadores.
La pintura parece ser parte de una obra más grande, en la que quizá estuvieran representadas las diversas escenas de la Pasión de Cristo. Se articula en dos planos. En una estructura o edificio está Jesucristo, con Pilatos y otras figuras. Justo en el lugar en que está Jesús, resignado, el antepecho ha sido rebajado, expresando así su vulnerabilidad frente a la maldad de la muchedumbre que queda abajo, en el primer plano.
Toda la obra está dominada por el tono amarillento, dorado, del fondo y del edificio. Las abigarradas figuras se presentan con colores cálidos: rojo y amarillo.